# Notaspidium bakeri
Notaspidium bakeri är en stekelart som beskrevs av T.C. Narendran 1989. Notaspidium bakeri ingår i släktet Notaspidium och familjen bredlårsteklar.
Artens utbredningsområde är Filippinerna. Inga underarter finns listade i Catalogue of Life.